# Musa (arte)

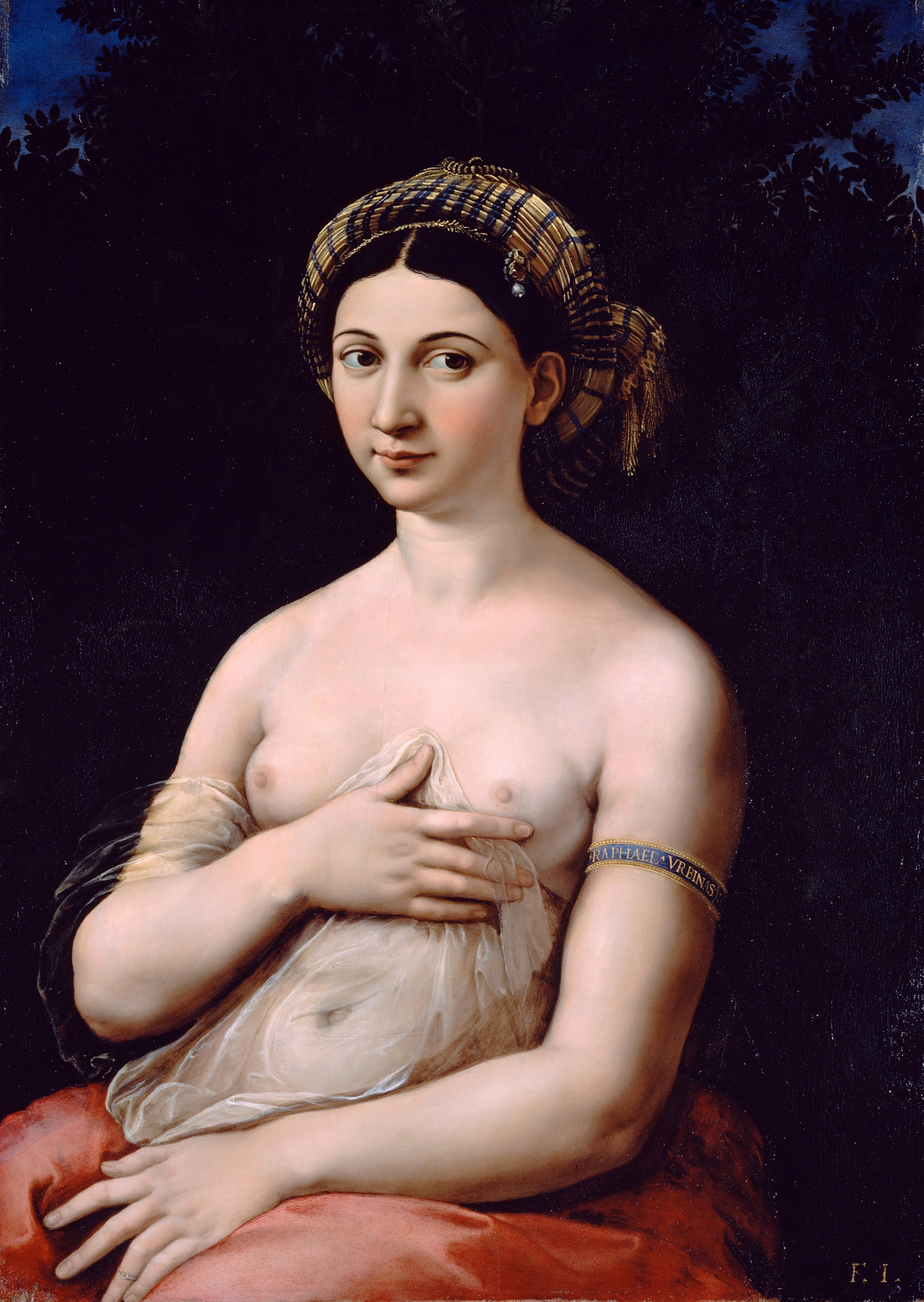
La Fornarina (ca. 1520) di Raffaello Sanzio raffigurante la sua musa ispiratrice Margherita Luti

Una musa o musa ispiratrice è una persona che fornisce ispirazione creativa a una personalità legata al mondo delle arti.

## Etimologia
Il termine "musa" si rifà alle divinità femminili delle arti della mitologia greca.

## Descrizione
Le muse sono spesso amici intimi, amanti o coniugi degli artisti. Spesso ispirano le opere dell'artista grazie alla loro indole, il carisma, la saggezza, l'eleganza, il fascino erotico, il legame d'amicizia o altri fattori e possono fungere da modelle; possono essere fonti d'ispirazione per determinate opere o esercitare un'influenza significativa nell'intero repertorio dell'artista. Il concetto di "musa" si è intrecciato, in alcuni casi, a quello di "femme fatale", che indica la donna ammaliante e ambigua tipica di certe letteratura e pittura della Belle Époque. In alcuni casi le muse sono esse stesse delle creatrici di arte.

## Esempi di muse celebri
Tra le molte muse celebri si possono citare Simonetta Vespucci (musa di Sandro Botticelli), Margherita Luti (per Raffaello Sanzio), Camille Claudel (per Auguste Rodin), Eleonora Duse (Gabriele D'Annunzio), Adele Bloch-Bauer (Gustav Klimt), Jeanne Hébuterne (Amedeo Modigliani), Varvara Bachmeteva (Michail Jur'evič Lermontov), Gala (Salvador Dalí), Dora Maar (Pablo Picasso), Aline Bernstein (Thomas Wolfe), Frida Kahlo (Diego Rivera), Yoko Ono (John Lennon), Pattie Boyd (Eric Clapton e George Harrison) e Uma Thurman (Quentin Tarantino). Benché le muse siano solitamente delle donne, non manca qualche eccezione di sesso maschile. Ne è un esempio Leigh Bowery, designer della moda e artista australiano che posò per Lucian Freud.